# 徐孝刚
徐孝刚（1880年—1956年），别字申甫，四川成都府人，另载四川华阳人，中华人民共和国政治人物、中国近代军事将领。

## 生平

### 清朝时期
1901年考取公费留学日本，先入日本陆军成城学校完成预备学业，继入日本陆军联队炮兵大队实习，1902年6月，考入陸軍士官學校第三期学习。1903年毕业。1904年回国，被聘为四川武备学堂监学兼教习；1906年四川陆军弁目队成立，任骑炮弁目队管带。1908年春四川陆军速成学堂（总办深秉堃，会办陈宦，监督王凯成）成立，任监学兼教官，后任监督、总办。

### 民国时期
辛亥革命后，历任四川陆军混成团团长，陆军步兵旅旅长。
1916年11月，被蔡锷委为兵工厂总办。
1917年11月12日，被北京政府陆军部授予陆军少将。川军第一师徐孝刚败滇军罗佩金部，克泸州。
1917年12月21日，任四川省防军四川陆军第一师师长，通电拥护护法，后任东川、西川道尹
1918年2月18日，四川师旅长刘湘、陈能芳、刘成勋等推熊克武为四川靖国军总司令（刘湘属第一师徐孝刚，徐在泸州被困辞职，熊克武委刘为第二师长）。
1918年5月20日，被广东军政府发表为四川招讨军总司令（夏之时）部川军第一师师长；
1924年8月29日，任四川省长（杨森）公署政务厅厅长。
1926年10月30日，任国民革命军第二十一军（军长刘湘）司令部参谋长，兼任四川警务人员训练所所长，四川川北军司令部总参议。
1927年，任四川省政府（主席刘湘兼）高级顾问，后任高级幕僚军职。

### 共和国时期
中华人民共和国成立后，1949年至1953年，任西南军政委员会委员。1953年1月，任西南行政委员会委员。1955年1月，任政治协商会议第一届四川省委员会副主席。1956年去世。